# Рекоаро-Терме
Рекоаро-Терме (італ. Recoaro Terme, вен. Recoaro Terme) — муніципалітет в Італії, у регіоні Венето, провінція Віченца.
Рекоаро-Терме розташоване на відстані близько 440 км на північ від Рима, 95 км на захід від Венеції, 30 км на північний захід від Віченци.
Населення — 6477 осіб (2014).
Щорічний фестиваль відбувається 17 січня. Покровителі — святий Антоній Великий.

## Демографія
Населення за роками:

Станом на 1 січня 2023 року в муніципалітеті офіційно проживали 163 іноземці з 32 країн, серед них 56 громадян країн Євросоюзу та 13 громадян України.

## Сусідні муніципалітети
- Ала
- Альтіссімо
- Креспадоро
- Сельва-ді-Проньйо
- Торребельвічино
- Вальданьо
- Валларса
- Валлі-дель-Пазубіо